# Escola de Birmingham (economia)
A Escola de Birmingham foi uma escola de pensamento econômico que surgiu em Birmingham, Inglaterra, durante a depressão pós-napoleônica que afetou a Inglaterra após o fim das guerras napoleônicas em 1815. 

## Visão geral
Argumentando uma teoria subconsumista – atribuindo a depressão à queda na procura devido ao fim das guerras e ao fim da mobilização da guerra – os economistas da Escola de Birmingham opuseram-se ao padrão-ouro e defenderam a utilização de uma política monetária expansionista para alcançar o pleno emprego. O principal pensador e porta-voz da Escola de Birmingham foi o banqueiro Thomas Attwood. Outras figuras notáveis incluíram George Frederick Muntz e o irmão de Thomas Attwood, Matthias Attwood. Os economistas que deram algum apoio à Escola de Birmingham incluíram Arthur Young, Patrick Colquhoun e Sir John Sinclair. 
Rejeitadas na época como “excêntricos cambiais” ou “inflacionistas brutos”, as teorias da Escola de Birmingham são agora reconhecidas como versões embrionárias da economia keynesiana da década de 1930. Alguns dos escritos de Attwood contêm formulações do efeito multiplicador e um modelo de renda-despesa. Na sua História da Análise Económica de 1954, Joseph Schumpeter escreveu que "é a partir destes escritos que qualquer estudo das ideias modernas sobre gestão monetária deve começar".  